# Turlock
Turlock è una città degli Stati Uniti, situata nella parte centrale della California, nella Contea di Stanislaus.